# میرزا سروش لهراسب
سروش لهراسب یا میرزا سروش (زادهٔ ۱۲۸۳ تهران، درگذشتهٔ ۲۵ اردیبهشت ۱۳۷۵ تهران)، مدیر، نویسنده و شاعر زرتشتی بود. او در تأسیس، مدیریت و نگهداری مجموعه مارکار یزد، و بسیاری دیگر از آموزشگاه‌های زرتشتی، خصوصاً موقوفات پشوتن‌جی دوسابایی مارکار و دبستان پسرانه مارکار یزد، کوشش و تلاش بسیاری کرده است.

## زندگی
میرزا سروش در سال ۱۲۸۳ در باغ جمشید آباد تهران به دنیا آمد، دوره ابتدایی و کلاسهای هفتم و هشتم را در مدرسه زرتشتیان تهران به پایان رساند و برای ادامه تحصیلات به مدرسه دارالفنون و کالج آمریکایی‌ها (دبیرستان البرز فعلی) رفت. در سال ۱۳۰۲علاوه بر اخذ دیپلم ادبی، دیپلم کالج آمریکایی‌ها را هم گرفت. در سال ۱۳۱۶ در سفری که شهر بمبئی هندوستان داشت با دختری به نام پروین که از خانواده‌ای پارسی بود، آشنا شد و ازدواج کرد. او دارای ۴ فرزند بنام‌های شیرین، فرخنده، شهناز و شابهرام است.

## مدیریت و سرپرستی
میرزا سروش، در سال ۱۳۰۳ از سوی کیخسرو شاهرخ (نماینده وقت زرتشتیان در شورای ملی) به عنوان مدیر دبیرستان دینیاری یزد انتخاب گردید. در سال ۱۳۰۶ به مدیریت پرورشگاه مارکار و پس از آن به سرپرستی کلیه مؤسسات مربوط به پشوتن‌جی دوسابایی مارکار در یزد که شامل زایشگاه و بیمارستان بهمن، برج ساعت، دبستان و دبیرستانهای دخترانه و پسرانه بودند منصوب شد.
او به هنگام تأسیس دبستان مارکار، کارگاه‌های پارچه‌بافی، زیلوبافی، جوراب و کشبافی، خیاطی و نجاری نیز ایجاد کرد تا دانش‌آموزان در ساعات بیکاری خود به یادگیری فنون بپردارند.
او روی هم رفته بر ۳۳ مدرسه در روستاهای مختلف یزد، سرکشی و نظارت می‌کرد و انتخابات آن‌ها را شخصاًًً بر عهده داشت. تنها وسیله رفت‌وآمد وی یک دوچرخه بود.

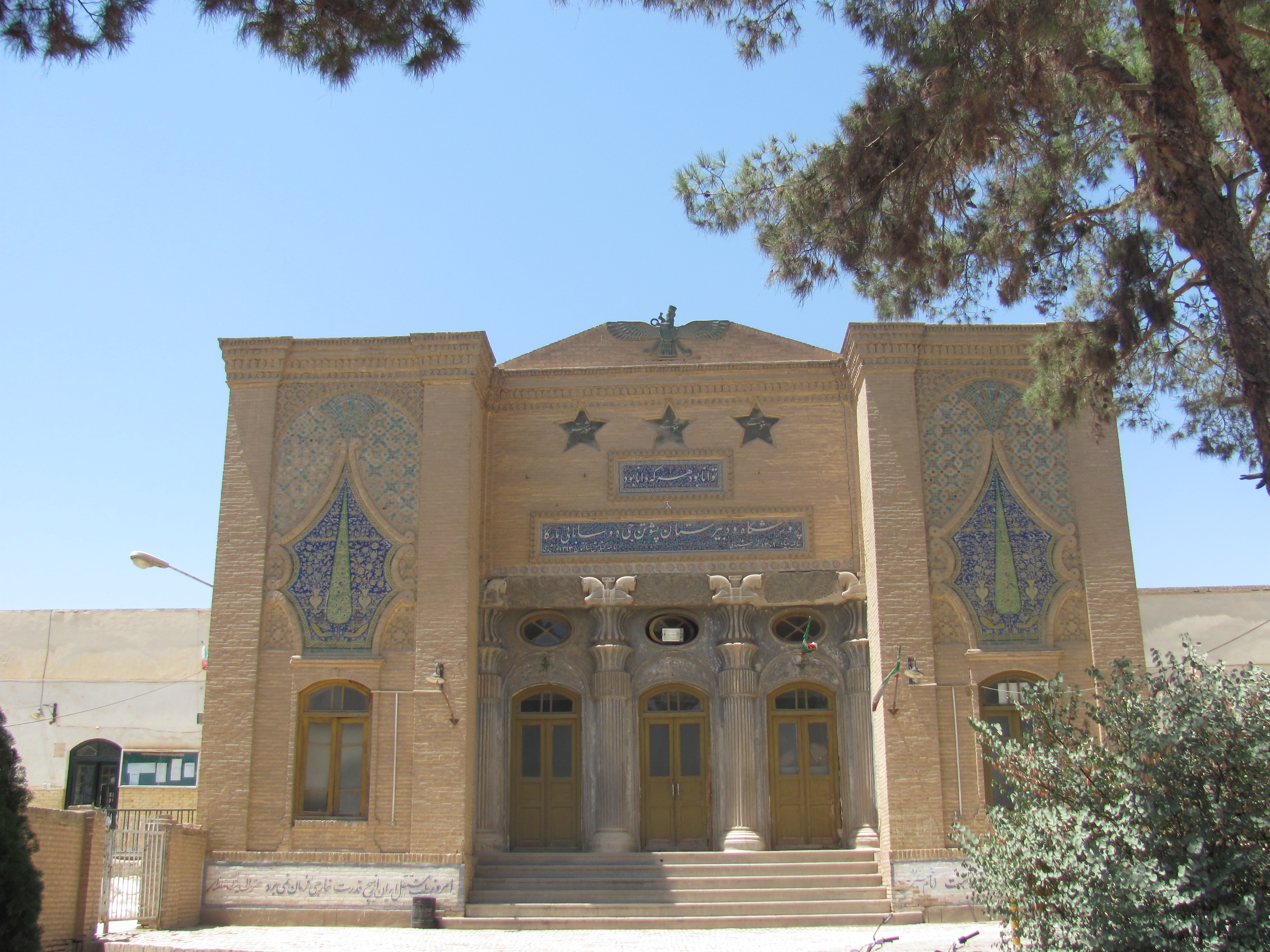
نمایی از ساختمان دبیرستان پسرانه مارکار یزد

پس از فوت پشوتن‌جی دوسابایی مارکار نیز، سرپرستی کلیه مدارس و مؤسسات مارکار تا مدت‌ها به عهده میرزا سروش بود، در تاریخ ۲۷ آذر ۱۳۵۳، سرپرستی آن‌ها طبق آیین‌نامه‌ای به انجمن زرتشتیان تهران واگذار شد.
میرزا سروش به مدت ۴ سال مدیر کارخانه درخشان یزد نیز بود، و زمانی که این کارخانه در خطر ورشکستگی قرارداشت آن را از ورشکستگی نجات داد.
برخی دیگر از مسوولیتهای ایشان بدین شرح است:
- عضو شورای فرهنگی و انجمن شهر یزد
- عضو انجمن زرتشتیان یزد
- نماینده تام‌الاختیار زرتشتیان ایرانیِ بمبئی
- نظارت بر ساخت برج گاهنمای فردوسی یزد (برج ساعت مارکار)
- اداره مدارس تابعه انجمن اکابر پارسیان هند
- رسیدگی به امور زایشگاه بهمن و داروخانه سررتن تاتا

### بنیان‌گذاری همایشگاه مارکار تهرانپارس
این همایشگاه مجموعه بزرگی است که با کاربری دینی و فرهنگی و ورزشی، سال‌هاست مورد استفاده زرتشتیان قرار دارد. روند تأسیس آن برمیگردد
به زمانی که میرزا سروش، به پیشنهاد اسفندیار یگانگی حدود ۲۰ هزار متر، از زمینهای تهرانپارس را بنام انجمن ایرانی بمبئی خریداری کرد و جهت برگزاری مراسم دینی، ورزشی و فرهنگی، در اختیار انجمن زرتشتیان تهران قرار داد. هم‌اکنون این مجموعه بنام مجموعهٔ دینی، فرهنگی و ورزشی مارکار؛ سال‌هاست که فعالیت می‌کند.

## تجلیل و قدردانی
میرزا سروش در طول زندگی خود بارها از سوی کیخسرو شاهرخ و بسیاری از انجمنها و سازمانهای زرتشتیان مورد قدردانی و سپاس قرار گرفت. او همچنین از سوی پشوتن‌جی دوسابایی مارکار به پاس خدماتش دو قطعه مدال طلا دریافت کرد.
دریافت مدال‌های درجه اول علمی از دست آقایان علی اصغر حکمت و اسماعیل مرآت که وزرای فرهنگ و معارف آن زمان بودند نیز دیگر از مواردی است که می‌توان جهت تقدیر وی اشاره کرد.
توران شهریاری، شاعره معاصر نیز، شعری به پاس خدمات میرزا سروش برای قدردانی از ایشان سروده است.
آخرین تجلیلی که از او شد در ۱۰ مهر ۱۳۷۱ توسط انجمن زرتشتیان تهران انجام شد که ایشان را بسیار خوشحال کرد.

## درگذشت
در ۲۵ اردیبهشت ۱۳۷۵ در سن ۹۱ سالگی در تهران درگذشت و در آرامگاه زرتشتیان تهران به خاک سپرده شد. توران شهریاری، شاعر زرتشتی برای او شعری سروده است.

## کتابخانه
در ۶ فروردین ۱۳۸۷ همزمان با رونمایی از پردیس دانش مارکار یزد، از کتابخانه دیجیتالی آن مجموعه که بنام میرزا سروش لهراسب نام‌گذاری شده بود نیز رونمایی شد. این مرکز شامل سالن مطالعه و کامپیوترهایی برای استفاده از کتابخانه دیجیتالی و نرم‌افزارهای مرتبط است.

## نگارخانه

میرزا سروش در کنار پشوتن مارکار
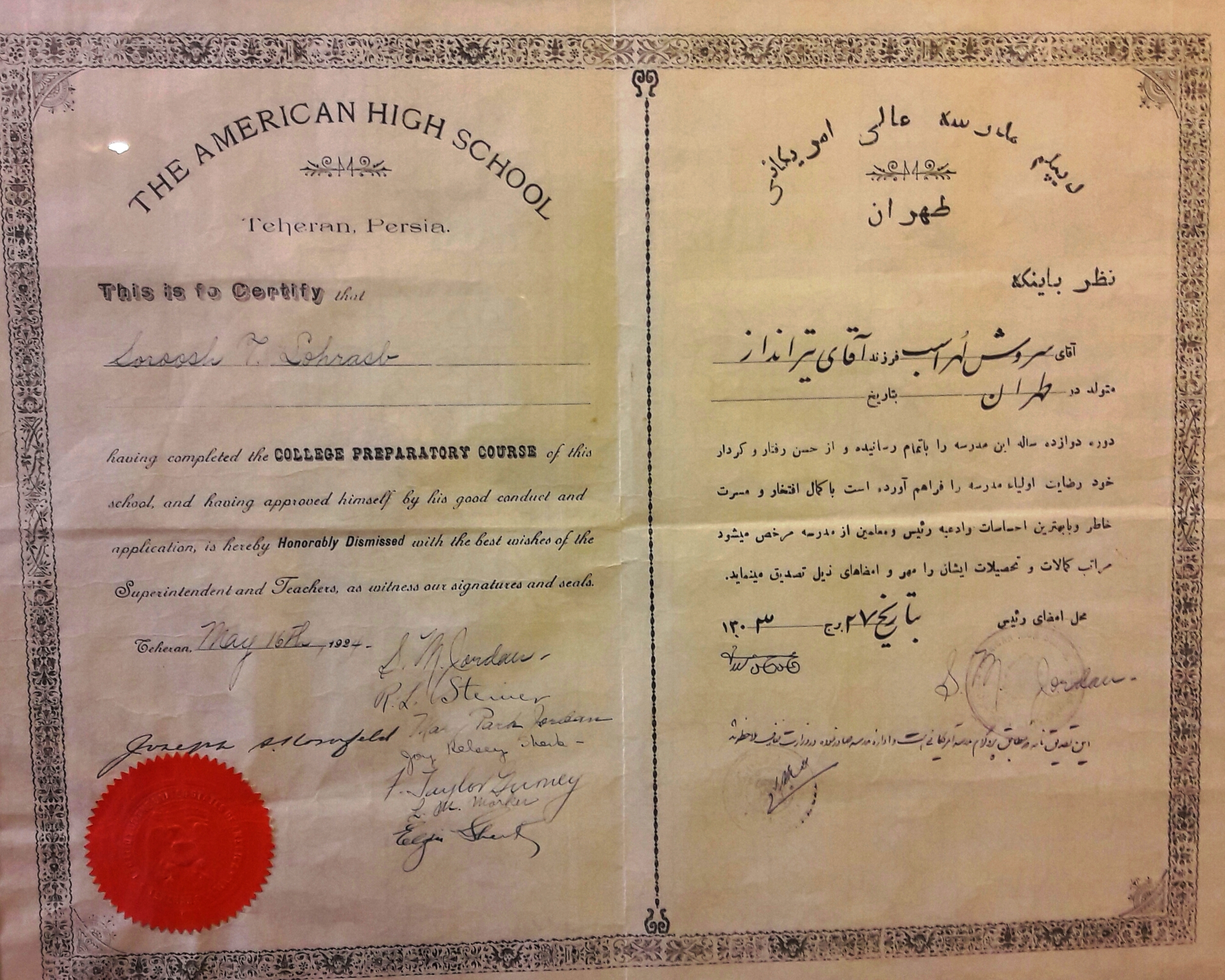
تصویر دیپلم میرزا سروش از مدرسه آمریکنس
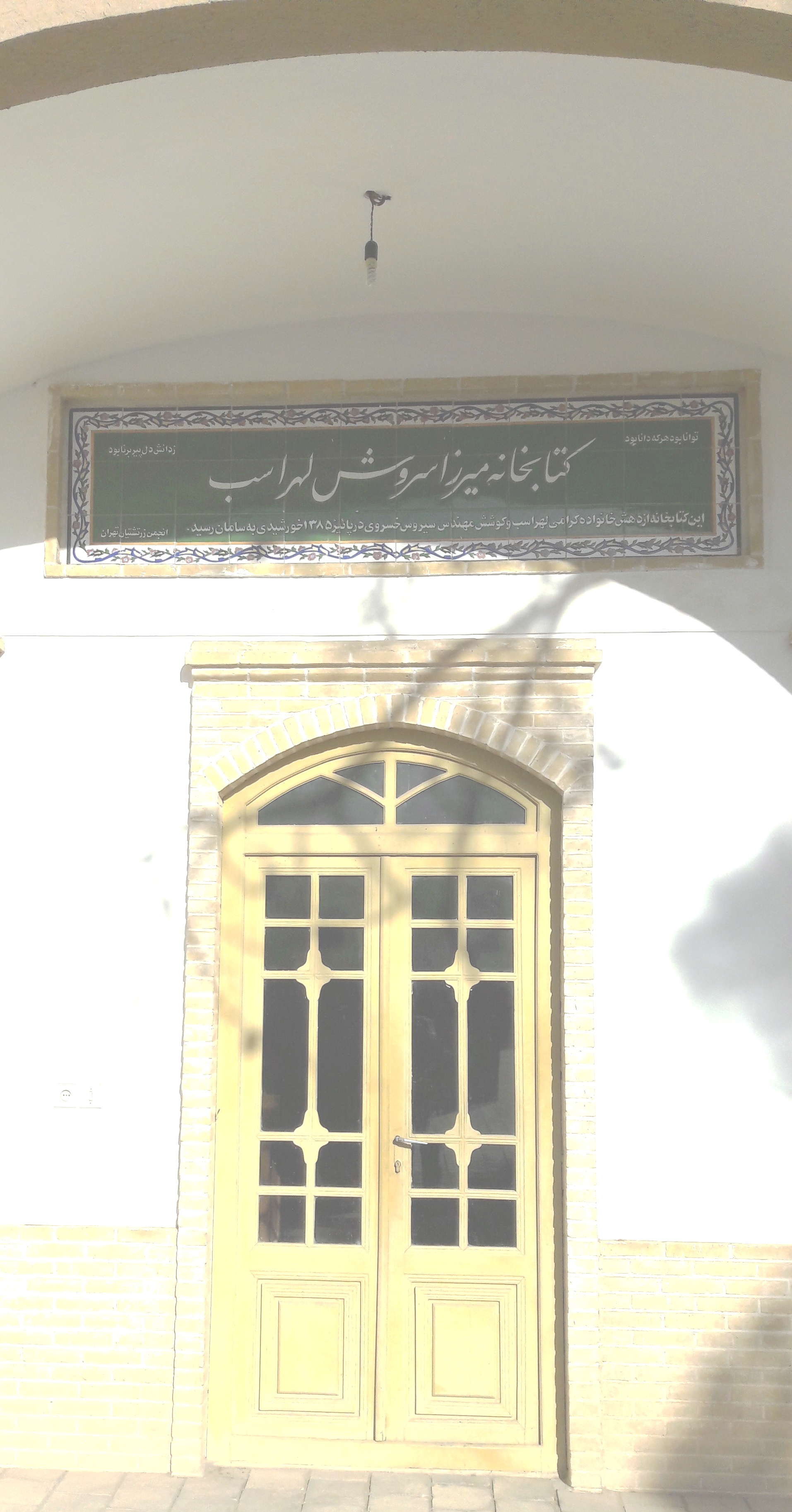
سر در کتابخانه دیجیتالی میرزا سروش در شهر یزد